# Zeche Sümpfgen
Die Zeche Sümpfgen ist ein ehemaliges Steinkohlenbergwerk in Dortmund im Emschertal. Das Gebiet, in dem sich das Bergwerk befand, ist ein sehr altes Bergbaugebiet, in dem schon früh Kohlengräberei mittels Pütten stattfand. Das Bergwerk war auch unter den Namen Zeche Küpferswerk, Zeche Küpfers Werk, Zeche Küpperswerk und Zeche Küpfers Kohlwerk bekannt. Das Bergwerk wurde ursprünglich Zeche Am Sümpfgen genannt, es ist aus der Zeche Im Brunnenpfade entstanden.

## Bergwerksgeschichte
Am 1. Oktober des Jahres 1721 wurde ein Kontrakt zwecks Erstellen eines Kohlenpütts im Brunnenpfade geschlossen. Am 17. Mai des Jahres 1785 wurde ein neuer Vertrag zwecks Überlassung eines Grundstücks geschlossen. Der Vertrag diente dem „Schlagen eines neuen Kohlenpütts“. Geschlossen wurde dieser Vertrag zwischen drei Gewerken und der Nikolaigemeinde. Der neue Kohlenpütt sollte entweder auf dem alten Pütt oder neben diesem erstellt werden. In der Mitte des 18. Jahrhunderts entstand aus der Zeche Im Brunnenpfade die Zeche Am Sümpfgen. Es wurde zunächst Abbau betrieben, später wurde das Bergwerk dann außer Betrieb genommen. Um das Jahr 1778 wurden in dem Gebiet durch den Bürgermeister H. Zacharias Mallinckrodt Schürftätigkeiten durchgeführt. Danach wurde vermutlich auch Kohle abgebaut. Im Jahr 1782 übernahm der Bürgermeister Dietrich Küpfer das Bergwerk. Seit diesem Zeitpunkt wurde das Bergwerk dann überwiegend Zeche Sümpfgen genannt.
Nach der Übernahme des Bergwerks durch den Bürgermeister Dietrich Küpfer wurde der Stollen aus dem Emschertal in nördlicher Richtung aufgefahren. Das Stollenmundloch befand sich auf der Nordseite des Emschertales. Später wurde ein Schacht auf den Stollen geteuft. Außerdem wurde bis auf eine seigere Teufe von sieben Lachtern Unterwerksbau betrieben. Obwohl der Abbau sehr weiträumig ausgedehnt war, besaßen die Gewerken keine schriftliche Festlegung der Berechtsame. Zudem war ihnen auch der Umfang der Berechtsame unbekannt. Aus dieser Zeit gibt es auch keine Aufzeichnungen über die Belegschaftsstärke und die Höhe der Förderung. Im Jahr 1791 wurde der Betrieb eingestellt. Im Jahr 1795 kam es zu Schwierigkeiten mit der Wasserhaltung. Grund hierfür war die zu gering bemessene maschinelle Einrichtung. Aus diesem Grund wurde das Bergwerk in diesem Jahr stillgelegt. Im Jahr 1797 wurde das Bergwerk in einer Notariatsurkunde genannt. Es wurden die Zechen Am Busch und Sonnenblick als Küpfers Gewerkschaft genannt. Im Jahr 1803 wurde das Bergwerk in den Unterlagen von J. D. Engels genannt. Zu diesem Zeitpunkt lag das Bergwerk bereits in Fristen und war verkauft worden. Im Jahr 1806 wurde das Bergwerk von der Gewerkschaft Alte & Neue Brautkammer erworben.
Im Jahr 1815 war geplant, dass die Zeche Sümpfgen zusammen mit den Zechen am Busch, Brautkammer und Sonnenblick zur Zeche Friedrich Wilhelm konsolidierten. Allerdings fand diese Konsolidation dann ohne Beteiligung der Zeche Sümpfgen statt. Im Jahr 1831 wurde ein Schürfschein erteilt, dieser sollte der Festlegung der Berechtsame dienen. Bei den anschließend stattfindenden Schürfarbeiten wurden mehrere Flöze neu entdeckt und gemutet. Die Flöze wurden angeblich aus den bereits vorhandenen Schächten entdeckt. Die Schächte hatte man extra für die Schürfarbeiten wieder aufgewältigt. Aufgrund der Mutungen kam es zu einem Rechtsstreit mit der Zeche Friedrich Wilhelm. Am 24. November 1835 wurde der Rechtsstreit durch einen Vergleich der beiden Bergwerke beendet. Die Zeche Sümpfgen konsolidierte zur Zeche Friedrich Wilhelm.